# Барановский, Пётр Иванович
Пётр Ива́нович Барано́вский (ум. 5 декабря 1886, Севастополь, Таврическая губерния) — вице-адмирал (10.05.1885) русского императорского флота, участник Кавказской войны, герой Синопского сражения и обороны Севастополя.

## Биография
Родился в семье подполковника 12-го ластового экипажа Черноморского флота Ивана Васильевича Барановского.
В 1824 году зачислен в чине гардемарина в Черноморский флот. В чине мичмана участвовал в русско-турецкой войне 1828-1829 годов. В 1831—1833 годах на люггере «Широкий» под командованием лейтенанта Н. Ф. Метлина крейсировал в Средиземном море и участвовал в боевых действиях с идриотами. Особо отличился во время гражданской войны в Греции 1831—1832 годов, когда совместно на люгере «Широкий» в Монастырской бухте острова Идра участвовал в атаке захваченного восставшими против греческого президента Иоанна Каподистрии мятежниками под руководством адмирала Миуалиса 60-пушечного корвета «Специя». Когда 27 июля (8 августа) 1831 года мятежный корвет и береговые батареи открыли огонь по русским судам, значительно уступавший в артиллерии 12-пушечный «Широкий» открыл продольный огонь картечными залпами вдоль палубы «Специи», нанося при этом большой урон его команде и вынудив мятежников в панике покинуть судно. Во время боя экипаж люгера потерял 14 человек убитыми. За этот бой награждён орденом Святой Анны 3-й степени с бантом
1 февраля 1833 года произведён в чин лейтенанта.
В 1838 году «за самоотвержение и храбрость, оказанныя при нападении горцев на экипажи судов, потерпевших крушение, 30 мая, у абхазкаго берега» награждён орденом Святого Станислава 3-й степени.
В 1838—1839 годах командовал транспортным судном «Александр» при Николаевском порте. В 1840 году назначен командиром строящегося в Николаеве транспортного судна «Гагры». В 1844 году и 1846—1847 годах командуя транспортным судном «Рион» перевозил грузы между портами Чёрного моря. 6 декабря 1844 года произведён в чин капитан-лейтенанта. В 1848—1849 годах командуя 12-пушечным бригом «Аргонавт» крейсировал у Кавказского побережья. В 1851—1852 годах командуя 44-пушечным фрегатом «Флора» находился в практических плаваниях в Чёрном море. 6 декабря 1851 года произведён в чин капитана 2-го ранга. В 1852 году награждён «за беспорочную выслугу, в офицерских чинах, 18-ти шестимесячных морских кампаний» орденом Святого Георгия 4-й степени. В том же году пожалован орденом Святой Анны 2-й степени.
Командуя 84-пушечным кораблем «Императрица Мария», участвовал осенью 1853 года в перевозке солдат и офицеров Белостокского полка 13-й дивизии из Севастополя в Сухум-Кале. 18 ноября отличился в Синопском сражении, во время которого был ранен и контужен. За отличие в этом сражении произведён 28 ноября в чин капитана 1-го ранга.
Во время обороны Севастополя командовал тем же кораблём и 40-м флотским экипажем, а также батареей на Северной стороне. За отличие награждён орденом Святого Станислава 2-й степени с мечами.
7 марта 1860 года произведён в чин контр-адмирала с увольнением в отставку.
В 1878 году снова поступил на службу с зачислением в 1-й Черноморский флотский экипаж. В 1883 году награждён орденом Святого Станислава 1-й степени. 10 мая 1885 года произведён в чин вице-адмирала с увольнением в отставку.

## В искусстве
- Художественный фильм «Адмирал Нахимов» (1946) — актёр В. И. Ковригин в роли капитана 1-го ранга П. И. Барановского.